# برت فلاتلی
برت فلاتلی (انگلیسی: Bert Flatley; ۵ سپتامبر ۱۹۱۹ – ۹ آوریل ۱۹۸۷) بازیکن فوتبال اهل بریتانیا بود.
از باشگاه‌هایی که در آن بازی کرده است می‌توان به باشگاه فوتبال برافورد پارک آونیو، باشگاه فوتبال یورک سیتی، باشگاه فوتبال وورکینگتون ای. اف. سی، باشگاه فوتبال آلساندریا، باشگاه فوتبال بری، باشگاه فوتبال ولورهمپتون واندررز، و باشگاه فوتبال پورت ویل اشاره کرد.